# Association of Principals of Technical Institutions
Association of Principals of Technical Institutions (APTI) (deutsch: Verband der Direktoren Technischer Institutionen) ist der Verband der Berufsausbildungsinstitute in Ghana.
John S. Boafo ist als Leiter der Ausbildungsstätte in Sekondi-Takoradi (Takoradi Technical Institute (TTI), 1400 Studenten, unterstützt durch Mittel der Deutschen Gesellschaft für Technische Zusammenarbeit (GTZ) bis 2005) gleichzeitig Präsident der APTI.
Die APTI setzt sich schwerpunktmäßig für Technical and Vocational Education and Training (TVET) ein.